# "Sherlock Holmes" – privatögat privat
"Sherlock Holmes" – privatögat privat (engelska: The Private Life of Sherlock Holmes) är en brittisk komedifilm från 1970 i regi av Billy Wilder. Filmen är en tillgiven, lätt parodisk skildring av Sherlock Holmes, som skiljer på den "verkliga" Holmes och karaktären som Watson berättar om i sina artiklar i tidskriften "The Strand". I huvudrollerna som Holmes ses Robert Stephens och som Doktor Watson Colin Blakely.

## Rollista i urval
- Robert Stephens – Sherlock Holmes
- Colin Blakely – Dr. John H. Watson
- Geneviève Page – Gabrielle Valladon
- Christopher Lee – Mycroft Holmes
- Irene Handl – Mrs. Hudson
- Clive Revill – Rogozhin
- Tamara Toumanova – Madame Petrova
- Stanley Holloway – 1:a gravgrävare
- Mollie Maureen – Drottning Viktoria
- Catherine Lacey – gammal kvinna
- James Copeland – guiden
- Jenny Hanley – prostituerad